# Tócala otra vez, Sam (obra de teatro)
Tócala otra vez, Sam (Play It Again, Sam, en su título original; también titulada en español Aspirina para dos y Sueños de un seductor) es una obra de teatro del estadounidense Woody Allen, estrenada en 1969. El título de la obra hace referencia a la célebre frase atribuida, aunque en realidad no la dice, al personaje interpretado por Ingrid Bergman en la película Casablanca.

## Argumento
Allan Felix es un hombre de mediana edad recién divorciado que trata de rehacer su vida. Se enamora y mantiene una aventura sentimental con Linda, la esposa de su mejor amigo Dick. A lo largo de la función, Allan recibe los consejos del fantasma de su ídolo Humphrey Bogart, si bien finalmente decide ser él mismo y tomar sus propias decisiones. Al decirle a Linda que lo correcto es que vuelva con su marido, Felix reproduce las palabras que Humphrey Bogart dirige a Ingrid Bergman en la escena final de la película Casablanca.

## Producciones
Estrenada en el Broadhurst Theatre de Broadway el 12 de febrero de 1969. Estuvo dirigida por Joseph Hardy e interpretada por Woody Allen (Allan), Diane Keaton (Linda Christie), Anthony Roberts (Dick Christie) y Jerry Lacy (Bogey).
Se representó en el Teatro Gielgud del West End londinense desde el 11 de septiembre de 1969, protagonizada por Dudley Moore como Allan y Bill Kerr como Bogart.

## Montajes en España
Estrenada en 1980 en el Teatro Marquina de Madrid, con el título de Aspirina para dos, con adaptación de Juan José Arteche, dirección de Ángel Fernández Montesinos e interpretación de Nicolás Dueñas, Yolanda Farr, Antonio Iranzo, Loreta Tovar y África Pratt.
Volvió a montarse en 2010 ya con el título de Tócala otra vez, Sam, dirigida por Tamzin Townsend con Luis Merlo en el papel de Allan, María Barranco como Linda, José Luis Alcobendas (Frank), Javier Martín (sustituido por Fran Nortes) como Bogart y Beatriz Santana. Se representó en el Teatro Maravillas de Madrid para luego iniciar una gira por España. Regresó a Madrid en 2012.
En lengua catalana, se estrenó en diciembre de 1986, con el título de Torna-la a tocar, Sam, en el Teatro Regina de Barcelona, dirigida por Ricard Reguant e interpretada por Pep Parés (Allan), Angels Gonyalons (en seis papeles distintos), Anna Briansó (Linda, luego sustituida por Maria Elías) y José Luis Sanjuan (Bogart). Reguant volvió a montarla diez años después, con interpretación de Elsa Anka, Roger Pera, Josep Julien, Ariadna Planas, Belén González y Oriol Úbeda.

## Puestas en escena en México
La obra se estrenó en agosto de 1986 en el Teatro Julio Prieto de la Ciudad de México, con el título de Sueños de un seductor, adaptada, dirigida e interpretada por Mauricio Herrera, quien también elaboró la escenografía, y la actriz Myrrha Saavedra. El propio Herrera la volvió a montar a principios de los 90, llegando a las 1100 representaciones en 1993. En 2000, Adal Ramones la produjo y la interpretó junto a Ana Patricia Rojo.

## Versiones
Fue llevada al cine por Herbert Ross con el título Sueños de un seductor (1972). Allen adaptó el guion y protagonizó la película.